# Spodnji Jernej
Spodnji Jernej is een plaats in Slovenië en maakt deel uit van de gemeente Slovenske Konjice in de NUTS-3-regio Savinjska. De plaats telde 28 inwoners op 1 januari 2020.